# Ỵ
Das Ỵ (kleingeschrieben ỵ) ist ein Buchstabe des lateinischen Schriftsystems. Er besteht aus einem Y mit Unterpunktakzent, wobei beim Kleinbuchstaben ỵ der Punkt in den meisten Fällen seitlich vom y positioniert ist, da der Buchstabe y bereits sehr tief ist und es nicht genug Platz gibt, um noch einen Punkt unter ihm zu positionieren.
Der Buchstabe wird in ISO 11940 verwendet. Dort transliteriert er das Thai-Zeichen ญ und unterscheidet es damit vom Zeichen ย, welches mit y transkribiert wird. Weiterhin wird das Ỵ in der vietnamesischen Sprache verwendet, wo er den Buchstaben Y im sechsten Ton (tief gebrochen) darstellt.

## Darstellung auf dem Computer
Unicode enthält das Ỵ an den Codepunkten U+1EF4 (Großbuchstabe) und U+1EF5 (Kleinbuchstabe).